# Для всего человечества
«Для всего человечества» (англ. For All Mankind) — документальный фильм, включающий в себя съёмки с американской космической программы «Аполлон» рассказывающий о подготовке и высадке первых людей на Луну.

## Сюжет
Смонтированный в основном из видеозаписей астронавтов разных экспедиций программы «Аполлон», этот фильм выполнен в виде единой, изложенной в восьмидесяти минутах истории, которая начинается с подготовки астронавтов к полёту и заканчивается успешным их возвращением.

## В фильме участвовали
- Jim Lovell — Narrator (Apollo 8, 13) (voice) (as James A. Lovell Jr.)
- Russell Schweickart — Narrator (Apollo 9) (voice) (as Russell L. Schweickart)
- Eugene Cernan — Narrator (Apollo 10, 17) (voice) (as Eugene A. Cernan)
- Michael Collins — Narrator (Apollo 11) (voice)
- Charles Conrad — Narrator (Apollo 12) (voice) (as Charles P. Conrad Jr.)
- Richard Gordon — Narrator (Apollo 12) (voice) (as Richard F. Gordon Jr.)
- Alan Bean — Narrator (Apollo 12) (voice) (as Alan L. Bean)
- Jack Swigert — Narrator (Apollo 13) (voice) (as John L. Swigert Jr.)
- Stuart Roosa — Narrator (Apollo 14) (voice) (as Stuart A. Roosa)
- James Irwin — Narrator (Apollo 15) (voice) (as James B. Irwin)
- Kenneth Mattingly — Narrator (Apollo 16) (voice) (as T. Kenneth Mattingly II)
- Charles Duke — Narrator (Apollo 16) (voice) (as Charles M. Duke Jr.)
- Harrison Schmitt — Narrator (Apollo 17) (voice) (as Harrison H. Schmitt)

## Интересные факты
На самом деле видеосъёмка изнутри схода корабля с околоземной орбиты (начиная со слов «Хьюстон, мы будто выстрелили вверх») представляет собой видео входа корабля «Джемини» в земную атмосферу.